# Lose You Now
Lose You Now to minialbum z 2021 roku wydana przez amerykańską skrzypaczkę Lindsey Stirling. Lose You Now to drugi minialbum  Stirling, jej pierwsza, „Lindsey Stomp”, została wydana w 2010 roku. EP została wyprodukowana wyłącznie z okazji Record Store Day 2021 i liczy 2000 egzemplarzy wytłoczonych wyłącznie na jednostronnym winylu. Płyta zawiera tytułowy utwór „Lose You Now” wydany w 2021 roku wraz z Mako, a także kolejne cztery utwory. Zawierał także singiel Stirling „What You're Made Of” z 2020 r., wyprodukowany na potrzeby gry wideo Azur Lane, z Kieszą występującym jako gościnny wokalista. Trzy pozostałe utwory pochodzą z albumu Stirling z 2019 roku, Artemis. Okładka płyty kontynuowała motyw mangi Stirling z epoki Artemidy.  Strona B płyty posiada wygrawerowana stronę w kształcie motyla.

## Lista utworów[6]
| 1       | Lose You Now        | 3:13  |
| 2.      | Guardian            | 3:20  |
| 3.      | What You're Made Of | 3:27  |
| 4.      | Torch Bringer       | 3:55  |
| 5.      | Embers              | 3:38  |
| Długość | Długość             | 16:53 |